# Куп СР Југославије у кошарци 2001/02.
Куп СР Југославије у сезони 2001/02. је одржан као национални кошаркашки куп Савезне Републике Југославије. Домаћин завршног турнира била је Подгорица у периоду од 25. до 28. априла 2002, а сви мечеви су одиграни у Спортском центру Морача. Титулу је освојио Партизан.

## Завршница
|  | Четвртфинале    | Четвртфинале    |                 |    | Полуфинале | Полуфинале |  |  | Финале | Финале |
|  |                 |                 |                 |    |            |            |  |  |        |        |
|  | 25. април 2002. |                 |                 |    |            |            |  |  |        |        |
|  |                 |                 |                 |    |            |            |  |  |        |        |
|  | Будућност       | 115             |                 |    |            |            |  |  |        |        |
|  | Будућност       | 115             | 27. април 2002. |    |            |            |  |  |        |        |
|  | Ибон            | 76              |                 |    |            |            |  |  |        |        |
|  | Ибон            | 76              | Будућност       | 85 |            |            |  |  |        |        |
|  | 26. април 2002. |                 | Будућност       | 85 |            |            |  |  |        |        |
|  |                 | Хемофарм        | 78              |    |            |            |  |  |        |        |
|  | Хемофарм        | Хемофарм        | 78              | 86 |            |            |  |  |        |        |
|  | Хемофарм        |                 | 28. април 2002. | 86 |            |            |  |  |        |        |
|  | Здравље         | 73              |                 |    |            |            |  |  |        |        |
|  | Здравље         | 73              | Будућност       | 81 |            |            |  |  |        |        |
|  | 26. април 2002. |                 | Будућност       | 81 |            |            |  |  |        |        |
|  |                 | Партизан        | 88              |    |            |            |  |  |        |        |
|  | Партизан        | Партизан        | 88              | 78 |            |            |  |  |        |        |
|  | Партизан        | 27. април 2002. |                 | 78 |            |            |  |  |        |        |
|  | НИС Војводина   | 71              |                 |    |            |            |  |  |        |        |
|  | НИС Војводина   | 71              | Партизан        | 81 |            |            |  |  |        |        |
|  | 25. април 2002. |                 | Партизан        | 81 |            |            |  |  |        |        |
|  |                 | ФМП             | 73              |    |            |            |  |  |        |        |
|  | ФМП             | ФМП             | 73              | 96 |            |            |  |  |        |        |
|  | ФМП             |                 |                 | 96 |            |            |  |  |        |        |
|  | Ловћен          | 70              |                 |    |            |            |  |  |        |        |
|  | Ловћен          | 70              |                 |    |            |            |  |  |        |        |

## Полуфинала

### Полуфинале 1
| Датум           | Клуб      | Резултат | Клуб     | Четвртине                    | Дворана                | Гледалаца |
| --------------- | --------- | -------- | -------- | ---------------------------- | ---------------------- | --------- |
| 27. април 2002. | Будућност | 85:78    | Хемофарм | (25:15, 11:29, 25:12, 24:22) | Спортски центар Морача | 1.000     |

| Клуб 1                              | Резултат | Клуб 2 |
| ----------------------------------- | --- | --- |
| КК Будућност                        | 85 : 78 | КК Хемофарм |
| Датум                               | 27. април 2002. | 27. април 2002. |
| Дворана                             | Спортски центар Морача, Подгорица                                                                                                | Спортски центар Морача, Подгорица                                                                                                |
| Гледалаца                           | 1.000 | 1.000 |
| Судије                              | Шутуловић (Подгорица) и Нешковић (Краљево)                                                                                       | Шутуловић (Подгорица) и Нешковић (Краљево)                                                                                       |
| КК Будућност (тренер: Дарко Русо)   | Бакић, Окунски 6, Смиљанић 5, Радоњић, Ракочевић 29, Секулић, Вукчевић 6, Ћакић, Кузмановић 21, Милојевић, Ћеранић, Чабаркапа 18 | Бакић, Окунски 6, Смиљанић 5, Радоњић, Ракочевић 29, Секулић, Вукчевић 6, Ћакић, Кузмановић 21, Милојевић, Ћеранић, Чабаркапа 18 |
| КК Хемофарм (тренер: Жељко Лукајић) | Богавац 19, Ђокић, Божић 6, Стевановић 6, Ћирић, Поповић 12, Ђого 13, Видачић 2, Вучинић 1, Бркић, Пуповић, Васиљевић 19         | Богавац 19, Ђокић, Божић 6, Стевановић 6, Ћирић, Поповић 12, Ђого 13, Видачић 2, Вучинић 1, Бркић, Пуповић, Васиљевић 19         |
| Резултат по четвртинама             | (25:15, 11:29, 25:12, 24:22) | (25:15, 11:29, 25:12, 24:22) |

### Полуфинале 2
| Датум.          | Клуб     | Резултат | Клуб | Четвртине                    | Дворана                | Гледалаца |
| --------------- | -------- | -------- | ---- | ---------------------------- | ---------------------- | --------- |
| 27. април 2002. | Партизан | 81:73    | ФМП  | (16:20, 23:17, 18:24, 24:12) | Спортски центар Морача | 500       |

| Клуб 1                                | Резултат | Клуб 2 |
| ------------------------------------- | --- | --- |
| КК Партизан                           | 81 : 73 | КК ФМП |
| Датум                                 | 27. април 2002. | 27. април 2002. |
| Дворана                               | Спортски центар Морача, Подгорица | Спортски центар Морача, Подгорица |
| Гледалаца                             | 500 | 500 |
| Судије                                | Димитријевић (Београд) и Белошевић (Београд)                                                                                          | Димитријевић (Београд) и Белошевић (Београд)                                                                                          |
| КК Партизан (тренер: Душко Вујошевић) | Шћепановић 12, Петровић 5, Нађфеји, Гајић, Остојић 2, Станојевић 17, Матерић, Глинтић, Крстић 6, Вујанић 28, Авдаловић, Чанак 11      | Шћепановић 12, Петровић 5, Нађфеји, Гајић, Остојић 2, Станојевић 17, Матерић, Глинтић, Крстић 6, Вујанић 28, Авдаловић, Чанак 11      |
| КК ФМП (тренер: Миодраг Балетић)      | Матић, Поповић 2, Зороски 16, Шекуларац 9, Братић, Кецман 14, Александров, Пантић, Николић 6, Марјановић 7, Ашкрабић 17, Стевановић 2 | Матић, Поповић 2, Зороски 16, Шекуларац 9, Братић, Кецман 14, Александров, Пантић, Николић 6, Марјановић 7, Ашкрабић 17, Стевановић 2 |
| Резултат по четвртинама               | (16:20, 23:17, 18:24, 24:12) | (16:20, 23:17, 18:24, 24:12) |

## Финале
| Датум           | Клуб      | Резултат | Клуб     | Четвртине                    | Дворана                | Гледалаца |
| --------------- | --------- | -------- | -------- | ---------------------------- | ---------------------- | --------- |
| 28. април 2002. | Будућност | 81:88    | Партизан | (21:17, 24:25, 20:25, 23:14) | Спортски центар Морача | 4.000     |

| Клуб 1                                | Резултат | Клуб 2 |
| ------------------------------------- | --- | --- |
| КК Будућност                          | 81 : 88 | КК Партизан |
| Датум                                 | 28. април 2002. | 28. април 2002. |
| Дворана                               | Спортски центар Морача, Подгорица | Спортски центар Морача, Подгорица |
| Гледалаца                             | 4.000 | 4.000 |
| Судије                                | Белошевић (Београд) и Војиновић (Никшић)                                                                                              | Белошевић (Београд) и Војиновић (Никшић)                                                                                              |
| КК Будућност (тренер: Дарко Русо)     | Бакић, Окунски 2, Смиљанић 4, Радоњић, Ракочевић 31, Секулић, Вукчевић 11, Ћакић, Кузмановић 5, Милојевић 13, Ћеранић 3, Чабаркапа 12 | Бакић, Окунски 2, Смиљанић 4, Радоњић, Ракочевић 31, Секулић, Вукчевић 11, Ћакић, Кузмановић 5, Милојевић 13, Ћеранић 3, Чабаркапа 12 |
| КК Партизан (тренер: Душко Вујошевић) | Шћепановић 14, Петровић 3, Нађфеји, Гајић, Остојић, Станојевић 24, Матерић, Глинтић, Крстић 6, Вујанић 30, Авдаловић, Чанак 11        | Шћепановић 14, Петровић 3, Нађфеји, Гајић, Остојић, Станојевић 24, Матерић, Глинтић, Крстић 6, Вујанић 30, Авдаловић, Чанак 11        |
| Резултат по четвртинама               | (21:17, 24:25, 20:25, 23:14) | (21:17, 24:25, 20:25, 23:14) |

| Победник Купа СР Југославије у кошарци 2001/02. |
| ----------------------------------------------- |
| КК Партизан 8. титула                           |